# El nas (conte)
El nas (en rus: Hoc) és un conte fantàstic de Nikolai Gógol del 1836.

## Història
L'escriptura d'El nas comença el 1832 i acaba el 1835. El conte al principi és titllat d'indecent i trivial per L'Observador moscovita, abans que fos publicat, el 1836, per la revista literària El Contemporani, amb una presentació d'Aleksandr Puixkin. En les seves Obres completes, aparegudes el 1843, Gógol el col·locà, amb L'abric, El retrat, El diari d'un boig i La perspectiva Nevski, en el recull titulat Els contes de Sant Petersburg.

## Resum
El nas comença amb la història d'un barber peterburgès, Ivan Iakovliévitx, qui descobreix, l'endemà d'una soirée massa carregada, un nas en un pa que s'afanya a cruspir per a esmorzar. La seva dona, ofuscada, li ordena que se'n desempallegui, del nas. Dissortadament, les temptatives del barber fracassen una rere l'altra i, amb mala sort, acaba sent detingut per un policia.
És en aquest moment que un altre habitant de Sant Petersburg, l'assessor de Kovaliov, s'aixeca i constata que el seu nas ha tocat el dos. Entreprèn deu marxes, cadascuna més boja que l'anterior, per tal de recuperar-lo. És aleshores que es troba amb el seu nas, vestit amb un uniforme brodat en or. El nas sembla que ha decidit fer una vida independent com a conseller d'Estat.
Mentre que la situació és desesperada, la policia arresta el nas de Kovaliov quan intentava travessar la frontera. Només cal col·locar-lo al seu lloc. És impossible, tanmateix, tot i l'ajut d'un gran metge, fins que un dia l'heroi es desperta amb el nas col·locat a la cara.